# Aucklandinseln
Die Aucklandinseln oder amtlich Auckland Islands (māori: Motu Maha) sind eine Gruppe von subantarktischen Inseln, die seit 1863 zu Neuseeland gehören. Die gebirgige und unbewohnte Inselgruppe vulkanischen Ursprungs wurde 1998 von der UNESCO zum Weltnaturerbe erklärt.

## Geographie
Die Aucklandinseln, als Reste zweier ehemaliger Vulkane, liegen 465 km südsüdwestlich der Hafenstadt Bluff (Südinsel Neuseelands) zwischen 50° 26′ und 50° 56′ südlicher Breite sowie 165° 52′ und 166° 22′ östlicher Länge.
Die Inselgruppe, die zusammen eine Gesamtfläche von 568,16 km² besitzt, besteht aus:
- der Hauptinsel Auckland Island, die eine Länge von etwa 40 km hat und an der breitesten Stelle rund 12 km misst. Mit 458,89 km² stellt sie mit Abstand die größte Insel dar.
- Adams Island, als zweitgrößter Insel
- Enderby Island, als drittgrößter Insel
- der 4 km weiter westlich gelegenen Disappointment Island als viertgrößter Insel sowie weiteren Inseln, z. B.
- Rose Island, Ewing Island und vielen kleinen anderen.[4]

Die höchste Erhebung der Inselgruppe, der 705 m hohe Mount Dick, befindet sich auf Adams Island. Der westlichste Punkt der Inselgruppe, Cape Lovitt, stellt zugleich den westlichsten Punkt Neuseelands dar.

## Klima
Erste meteorologische Aufzeichnungen von den Aucklandinseln wurden erst ab 1941 vorgenommen, als man auf den Inseln fünf Küstenwachstationen errichtete. Im März 1945 wurde die letzte Station allerdings wieder abgebaut. Danach wurden Messdaten von dem Seegebiet der Campbell Island genommen.
Das Klima der Aucklandinseln ist von starken, fast immer währenden westlichen Winden geprägt. Die Regenfälle sind in der Regel mit 1000–1500 mm pa moderat, wobei es aber über 300 Tage im Jahr regnet. Die Temperaturen liegen im Jahresmittel bei etwa 8 °C, im Sommer in der Regel bei 10–16 °C und im Winter unwesentlich unterschiedlich bei 4–10 °C.

## Geschichte

### Erforschung
1998 wurden von Atholl John Anderson auf Enderby Island Reste einer polynesischen Siedlung gefunden. Nach Untersuchungen mittels der Radiokarbonmethode geht man davon aus, dass die Inseln zwischen dem 12. und 13. Jahrhundert bewohnt gewesen waren. Der Fund stellt bis heute die südlichste aller Fundstellen polynesischer Siedlungen dar.
Als Kapitän Abraham Bristow am 18. August 1806 mit seinem Walfangschiff Ocean die Inseln ansteuerte und für die Europäer entdeckte, waren sie unbewohnt. Er nannte die Inselgruppe Lord Auckland's zu Ehren seines Vaters Freund William Eden, 1. Baron Auckland. Enderby Island benannte er nach seinem Auftraggeber Samuel Enderby, Besitzer der auf Walfang spezialisierten britischen Firma Samuel Enderby & Sons. 1807 erhob Großbritannien Anspruch auf die Inselgruppe. Bald kamen Seehundfänger und errichteten auf den Inseln ihre Stationen, doch um 1812 waren die Bestände an Seehunden derart dezimiert, dass die Jäger ihre Siedlungen wieder aufgaben.
Im März 1840 besuchte der Forscher Jules Dumont d’Urville für neun Tage die Aucklandinseln. Im November 1840 folgte ihm James Clark Ross. Er ließ die Inseln gründlicher durchforschen. Die Botaniker David Lyall und Joseph Dalton Hooker sammelten über 80 Pflanzen für ihre Forschungsarbeiten. Des Weiteren ließen sie Schafe, Kaninchen und Hühner zurück und pflanzten verschiedene Gemüsesorten und Gartenfrüchte zu Testzwecken an.
Im Oktober 1874 landeten deutsche Forscher in der Terror Cove in der Bucht von Port Ross. Ihre Expedition hatte zum Ziel, den Venustransit beobachten und erforschen zu können. Sie blieben sechs Monate. Während des Zweiten Weltkriegs wurden von 1941 bis 1945 die Aucklandinseln mit fünf Küstenwachstationen zur Überwachung der Seewege bestückt.

### Versuch einer Besiedlung
1841 wurde der Versuch unternommen, die Inseln zu besiedeln. Eine Gruppe von 150 Māori von den Chathaminseln siedelten auf den Inseln. Im Oktober 1842 kamen weitere 30 Māori, unter ihnen der Chief Matioro mit 30 Moriori-Sklaven.
Im Dezember 1849 versuchten 150 britische Siedler in der Bucht von Port Ross ihr Glück. Doch sie fanden das Land von rund 60 dort lebenden Māori und Moriori bereits weitgehend aufgeteilt. Im Januar 1850 gründeten sie ihre Siedlung Hardwicke, gaben aber nach nur zwei Jahren und neun Monaten auf Grund der unwirtlichen Lebensbedingungen wieder auf. Initiator des Siedlungsvorhabens war seinerzeit der Brite Charles Enderby. Die letzten überlebenden 19 Māori und 11 Moriori gaben 1854 auf. Obwohl die Aucklandinseln als unbewohnbar galten, schlug Großbritannien sie 1863 seiner Kolonie Neuseeland zu.

### Schiffsunglücke
Die Aucklandinseln waren im 19. Jahrhundert bekannt für einige spektakuläre Schiffshavarien. Acht von ihnen sind dokumentiert. Da an der westlichen Seite der Auckland Island Basalt-Klippen bis zu 365 m aufragen und es im Mittel an 27 Tagen im Monat regnet, bei Winden mit gewöhnlich mehr als 60 km/h, begaben sich Segelschiffe in größte Gefahr, wenn sie den Inseln zu nahe kamen.
- 1864 – Die Minerva of Leith sank vor den Aucklandinseln. Vier Überlebende wurden am 25. März 1865 gerettet.
- Januar 1864 – Die Grafton ging im Sturm in Carnley Harbour auf Grund. Der englische Kapitän Thomas Musgrave und seine vier Besatzungsmitglieder, darunter der Franzose François Édouard Raynal, ein Norweger und der Schiffskoch, überlebten.[8] Sie schlachteten das Wrack aus und verbrachten 18 Monate auf den Inseln.[8] Sie ernährten sich von Pilzen, Vögeln, deren Eiern und Robbenfleisch.[8] Um sich vor Infektionen zu schützen, achteten sie auf regelmäßige Körper- und Kleidungswäsche.[8] Eines Tages meinten sie, Rauch zu sehen, taten diesen jedoch als Nebel ab.[8] Die Besatzung der schottischen Invercauld (siehe Mai 1864) hielt sich jedoch nicht weit entfernt auf der gleichen Insel auf.[8] Die Grafton-Besatzung schmiedete schließlich mit Hilfe von Holzkohle Nägel, um ein seefähiges Boot zu bauen, mit dem sie sich nach Neuseeland retteten.[8] Kapitän Musgrave und der Franzose Raynal[8] schrieben anschließend jeweils über ihre Erlebnisse (Castaway on the Auckland Isles und Les Naufragés, ou Vingt mois sur un récif des îles Auckland, Englisch: Wrecked on a Reef).
- Mai 1864 – Die schottische Invercauld ging an den westlichen Klippen von Auckland Island zu Bruch. 19 von 25 Seefahrern konnten sich retten, jedoch keinen Proviant oder Wrackteile.[8] Nach Streitigkeiten um das Führungsvermögen des Kapitäns George Dalgarno teilte sich die Besatzung in zwei Gruppen auf.[8] Die Gruppe um Kapitän Dalgarno stieß auf die verlassene Siedlung Hardwicke.[8] In der zweiten Gruppe soll schon bald die Idee aufgekommen sein, zur Ernährung der Gruppe eine Person als Kannibalismusopfer auszulosen.[8] Robert Holding verweigerte dieses Vorgehen jedoch.[8] Am nächsten Morgen soll Fred „Fritz“ Hawser nicht mehr auffindbar gewesen sein, woraufhin Robert Holding die Gruppe verließ und die Kapitänsgruppe in der verlassenen Siedlung fand.[8] Nur Holding, Kapitän Dalgarno und ein weiteres Besatzungsmitglied überlebten die folgenden Wochen, bis sie von einem vorbeikommenden Schiff gerettet wurden.[8]
- Mai 1866 – Die General Grant driftete zu den westlichen Klippen von Auckland Island. 68 Passagiere ertranken, 15 kamen an Land, aber nur 10 Personen, darunter Mary Ann Jewell als einzige Frau, überlebten das Unglück.[8] Sie ließen sich ebenfalls in der verlassenen Siedlung Hardwicke nieder, bauten gefundene Kartoffeln an, fingen und hielten auf der Insel zurückgelassene Schweine, und Jewell, als gelernte Damenschneiderin, nähte mit einem Vogelschnabel als Nadel Kleidung aus Robbenfell.[8] Ein vorbeikommendes Schiff sah schließlich das Feuer der Überlebenden und rettete sie.[8]
- März 1887 – Die Derry Castle lief auf ein Riff vor Enderby Island. Es gab nur 8 Überlebende.
- März 1891 – Die Compadre havarierte vor den Aucklandinseln mit 15 Überlebenden.
- März 1905 – Die Anjou lief auf ein Riff an der Westküste von Auckland Island nahe Cape Bristow. Alle überlebten.
- März 1907 – Die Dundonald havarierte an der Küste von Disappointment Island, 12 Besatzungsmitglieder ertranken.[9]

Auf Grund der Abgelegenheit der Inseln und der Erfahrung von Überlebenden von Schiffsunglücken an den Aucklands wurden 1867 an drei Standorten, Erebus Cove, Saddle Hill und Musgrave’s Hut im Carnley Harbour, Hütten mit Proviant für Überlebende eingerichtet.
Eines dieser Schiffsunglücke von 1864 soll Jules Verne später zu seinem Roman Die geheimnisvolle Insel (1875) inspiriert haben.

## Einrichtung von Meeresschutzzonen
1993 wurde das Auckland Islands Marine Mammal Sanctuary, ein 560.564 ha großes Seegebiet um die Aucklandinseln als Schutzzone für Meeressäugetiere eingerichtet. 2003 folgte die Einrichtung des Auckland Islands-Motu Maha Marine Reserve, einem 498.000 ha großen Meeresschutzgebiet. Damit erstrecken sich beide Schutzzonen rund 12 Seemeilen um die Inselgruppe herum.

## Heute
Heute sind die Inseln noch immer unbewohnt, werden aber zeitweise von Wissenschaftlern und einer streng reglementierten Zahl von Touristen besucht.

## Tierwelt

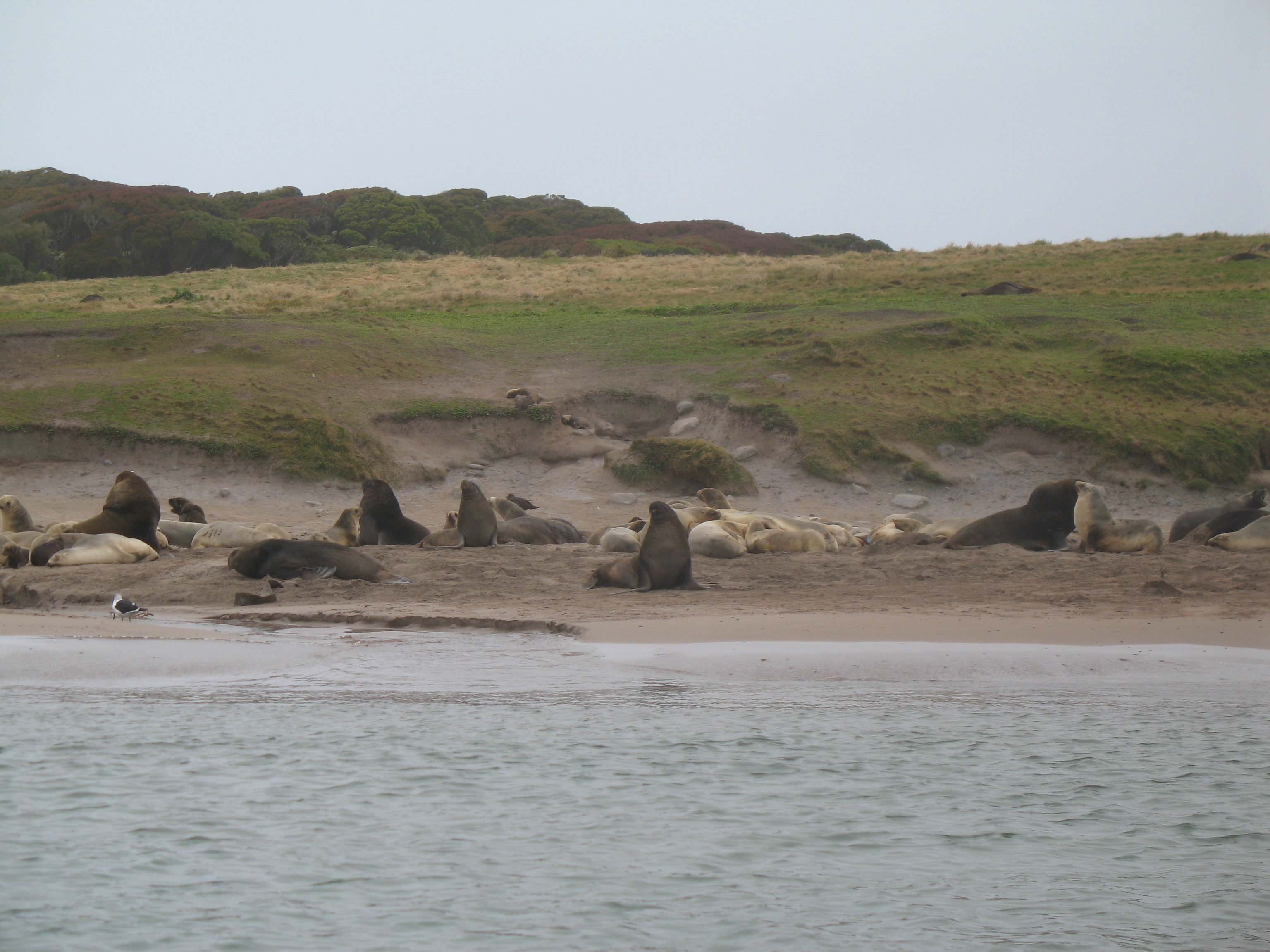
Neuseeländische Seelöwen auf Enderby Island

Die Aucklandinseln waren ehemaliger Verbreitungsschwerpunkt des inzwischen ausgerotteten Aucklandsägers (Mergus australis, ausgerottet 1901). Beheimatet auf den Inseln sind unter anderem auch der bedrohte Gelbaugenpinguin (Megadyptes antipodes), der Springsittich (Cyanoramphus auriceps auriceps) sowie eine Unterart des Ziegensittichs (Cyanoramphus novaezelandiae novaezelandiae). Die flugunfähige Aucklandente (Anas aucklandica) und die Aucklandralle (Lewinia muelleri) wurden durch eingeschleppte Hunde und Katzen fast ausgerottet und sind nur noch auf einigen der kleineren Inseln anzutreffen. Als gefährdet gilt auch die Aucklandscharbe, eine endemische Kormoranart dieser Inselgruppe.
Nur zwei indigene Säugetierarten kommen auf der Inselgruppe vor: Der Neuseeländische Seelöwe (Phocarctos hookeri) und der Neuseeländische Seebär (Arctocephalus forsteri).

## Pflanzenwelt

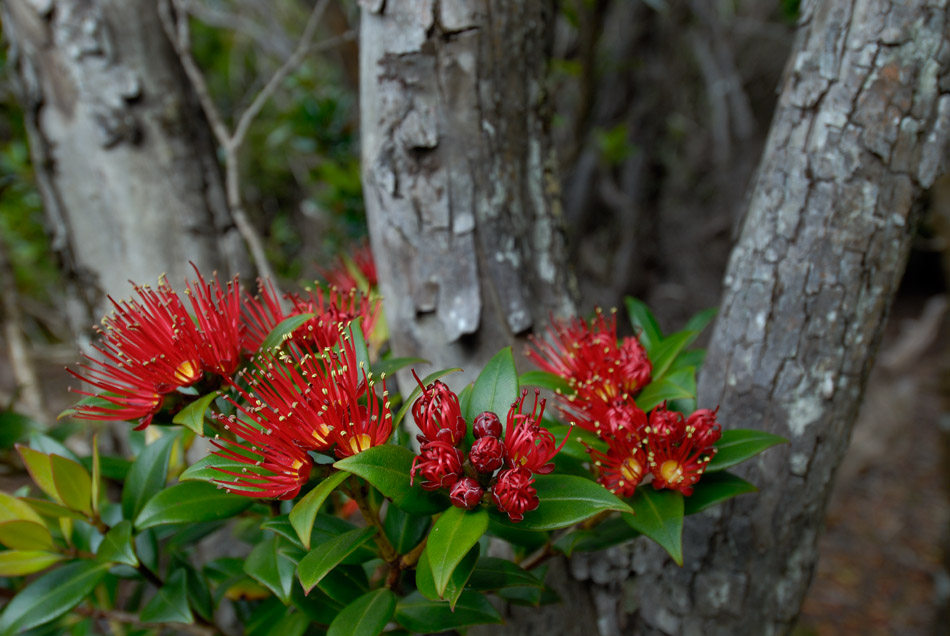
Südinsel-Eisenholz

Auf der Insel wächst vornehmlich das Südinsel-Eisenholz (Metrosideros umbellata), auch „Südlicher Rātā“ genannt.